# Йозеф Масопуст
Йозеф Масопуст (чеськ. Josef Masopust; 9 лютого 1931, Мост — 29 червня 2015) — чехословацький футболіст, півзахисник. По завершенні ігрової кар'єри — тренер.
Лідер чехословацької збірної в період її найбільшого злету в середині XX сторіччя. Володар Золотого м'яча найкращому футболістові Європи 1962 року за версією журналу France Football. Лауреат Ювілейної нагороди УЄФА як найвидатніший чеський футболіст 50-річчя (1954–2003). Включений до переліку «125 найкращих футболістів світу» (відомого як «ФІФА 100»), складеного у 2004 році на прохання ФІФА до сторіччя цієї організації легендарним Пеле. 2000 року ввійшов до переліку найкращих футболістів XX століття, складеного Міжнародною федерацією футбольної історії і статистики (займає 41-ше місце серед 50-ти обраних до переліку польових гравців).
Як гравець відомий виступами за клуб «Дукла» (Прага) та національну збірну Чехословаччини.

## Клубна кар'єра
Вихованець футбольної школи місцевого клубу «Банік».
У дорослому футболі дебютував 1950 року виступами за команду клубу «Тепліце».
Протягом 1952–1968 років захищав кольори команди клубу «Дукла» (Прага), у складі якої швидко став ключовою фігурою і провів 386 матчів у чемпіонаті Чехословаччини.
У 1968 році 37-річний гравець перейшов до бельгійського клубу «Кроссінг Моленбек», за який відіграв ще два сезони. Більшість часу, проведеного у складі «Кроссінг Моленбек», був основним гравцем команди. Завершив професійну кар'єру футболіста у 1970 році.

## Виступи за збірну
У 1954 році дебютував в офіційних матчах у складі національної збірної Чехословаччини. Протягом кар'єри у національній команді, яка тривала 9 років, провів у формі головної команди країни 63 матчі, забивши 10 голів.
У складі збірної був учасником чемпіонату світу 1958 року у Швеції, чемпіонату Європи 1960 року у Франції, на якому команда здобула бронзові нагороди, чемпіонату світу 1962 року у Чилі, де разом з командою здобув «срібло».

## Кар'єра тренера
Розпочав тренерську кар'єру невдовзі по завершенні кар'єри гравця, 1973 року, очоливши тренерський штаб клубу «Дукла» (Прага).
Надалі очолював команди клубів «Збройовка», «Гасселт», збірну Чехословаччини та юнацьку збірну Індонезії.
Останнім місцем тренерської роботи був клуб «Пелікан» (Дечин), команду якого Йозеф Масопуст очолював як головний тренер до 1996 року.

## Досягнення
- Віце-чемпіон світу: 1962
- Золотий м'яч: 1962
- Найвидатніший чеський футболіст 50-річчя (1954–2003)
- ФІФА 100 (125 найкращих гравців світу за версією Пеле)
- Футболіст року в Чехословаччині: 1966